# Kursächsische Postmeilensäule Bad Belzig

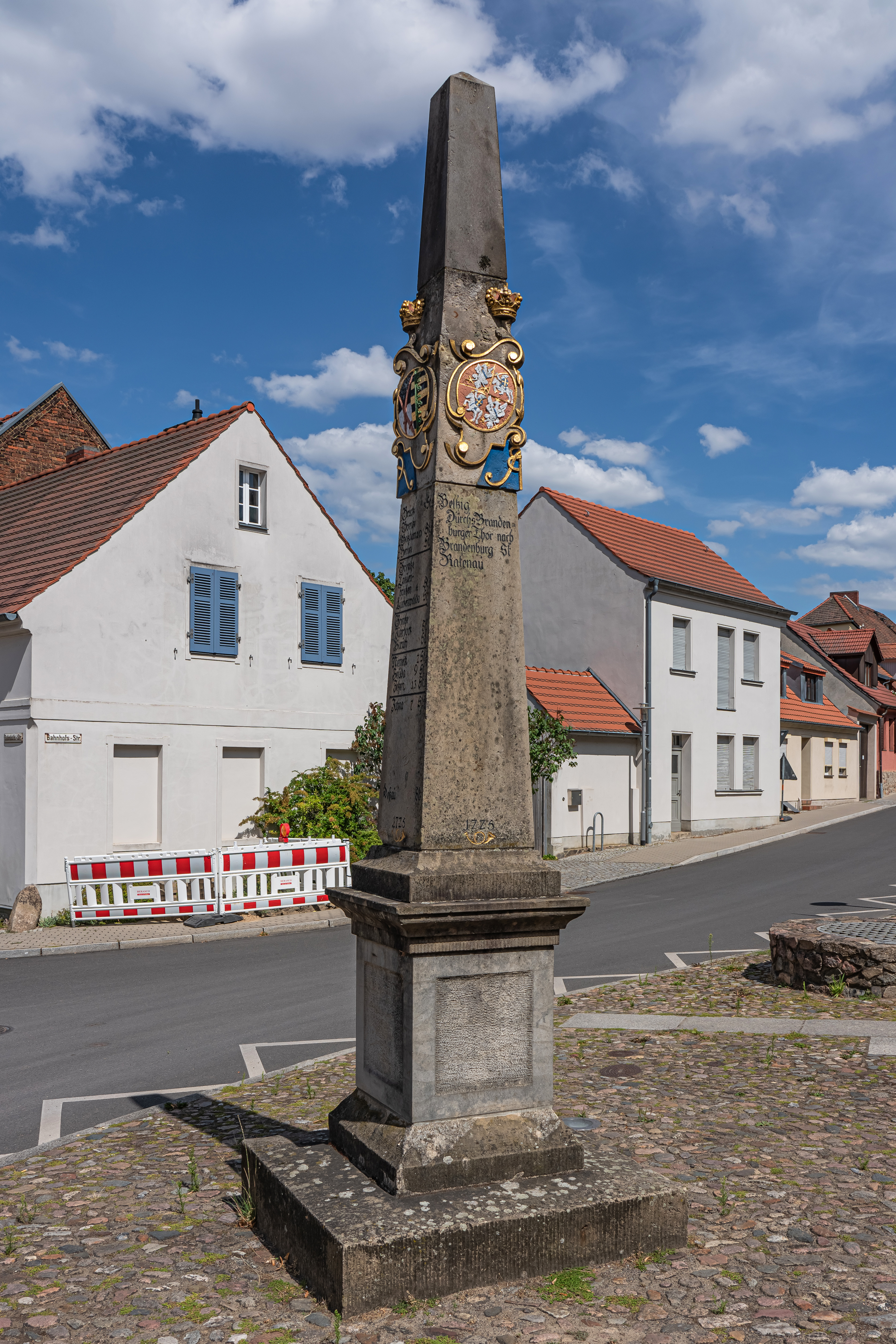
Distanzsäule vor dem Burgbräuhaus

Die denkmalgeschützte kursächsische Postmeilensäule in Bad Belzig gehört zu den Postmeilensäulen, die im Auftrag des Kurfürsten Friedrich August I. von Sachsen durch den Land- und Grenzkommissar Adam Friedrich Zürner in der ersten Hälfte des 18. Jahrhunderts im Kurfürstentum Sachsen errichtet worden sind. Die wappengeschmückte Distanzsäule befindet sich an der Ecke Bahnhofstraße/Wittenberger Straße vor dem Burgbräuhaus in der brandenburgischen Stadt Bad Belzig im Landkreis Potsdam-Mittelmark.

## Geschichte
Die Säule wurde 1725 an ihrem jetzigen Standort, am Verkehrsknotenpunkt vor der Stadt, im damals noch selbständigen Dorf Sandberg, aufgestellt. Hier kam es zu mehreren Verkehrsunfällen. Die Distanzsäule wurde 1926 durch ein Pferdefuhrwerk und 1933 durch einen Lastwagen umgefahren. 1967 erfolgte eine komplette Restaurierung der Säule durch den Steinmetzmeister Scholz und den Bildhauer Geist. Bei dieser Gelegenheit erfolgte eine Umsetzung der Säule unterhalb der Burg Eisenhardt, die inzwischen wieder rückgängig gemacht wurde. Das Wappenstück ist eine Nachbildung, da das Original nach 1815 verschwand. Der Originalschriftblock (Schaft) und das Originalpostament stehen im Museum in der Burg Eisenhardt.

## Aufbau
Die Distanzsäule besteht aus sieben Teilen. Sockel, Postament und Postamentbekrönung bilden den Unterbau.
Der Oberbau besteht aus Zwischenplatte, Schaft, Wappenstück und Spitze.